# Amphinemura maracandica
Amphinemura maracandica är en bäcksländeart som först beskrevs av Mclachlan 1875.  Amphinemura maracandica ingår i släktet Amphinemura och familjen kryssbäcksländor. Inga underarter finns listade i Catalogue of Life.